# Лопанський провулок
Лопанський провулок — короткий провулок в Холодногірському районі Харкова. Пролягає від Лопанської набережної, на правому березі річки Лопань, до Різдвяної вулиці.

## Історія
Виникнення Лопанського провулку, як і Лопанської набережної, відносять до початку XVIII століття, коли почалася забудова району Залопань.

## Будинки
- Будинок № 4 — єдиний будинок, що зберігся від комплексу будівель колишньої 2-ї гімназії. Так званий «директорський» житловий будинок.
- Будинок № 6 — Пам'ятка архітектури та містобудування місцевого значення № 7188-Ха[1]. Житловий будинок, початок XX століття, архітектор невідомий.
- Будинок № 8 — Колишній будинок купця Івана Єгоровича Ігнатищева, засновника і власника пивоварного заводу. Будинок зведений приблизно в 1890 році за проєктом архітектора Григорія Стрижевського[2].
- Будинок № 13 (вулиця Різдвяна, 6) — Пам'ятка архітектури та містобудування місцевого значення № 7360-Ха[2]. Колишня мануфактура, 1910 рік, архітектор Олександр Ржепішевський. Будівля не використовується.

## Галерея

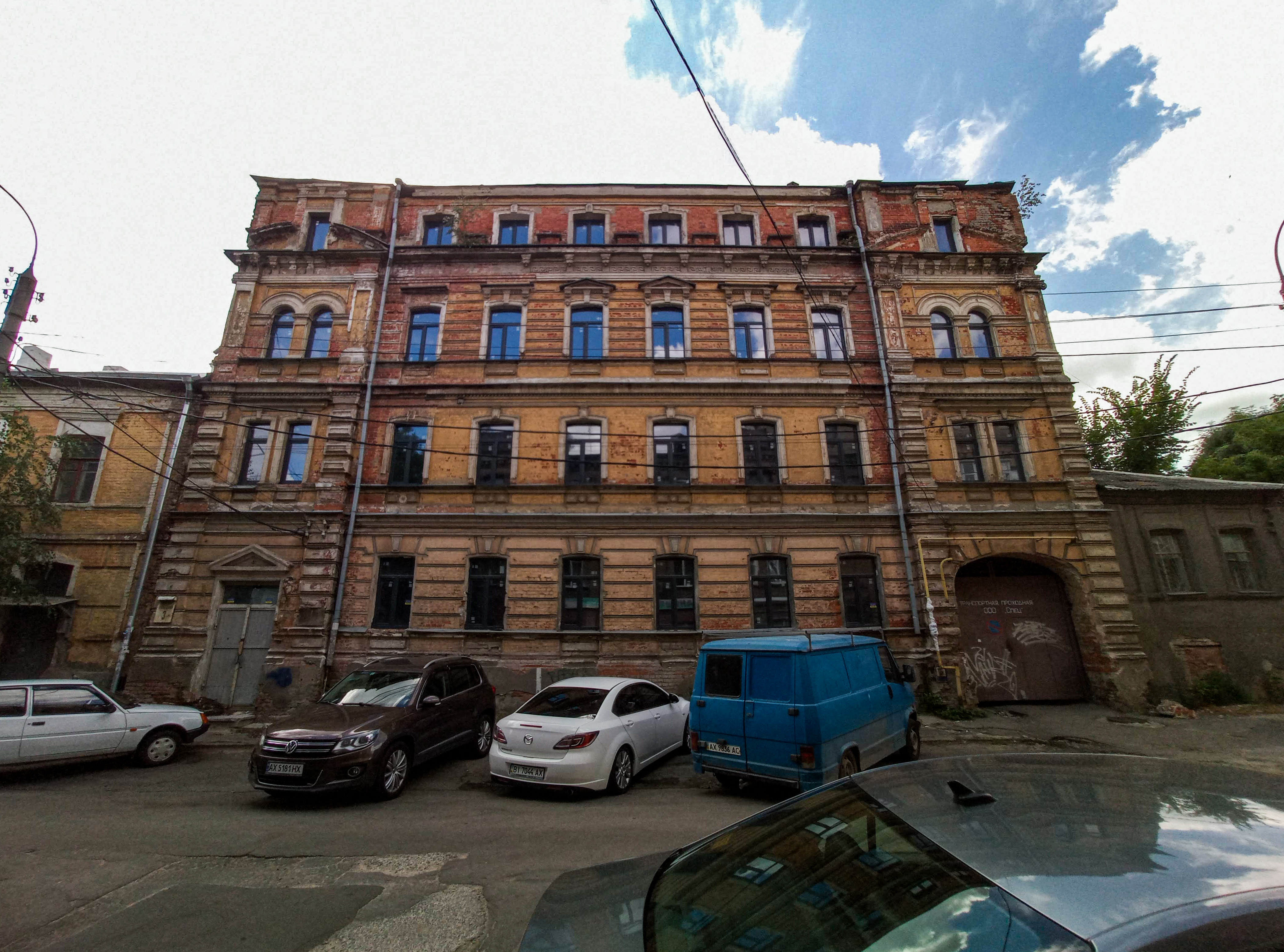
Будинок № 3
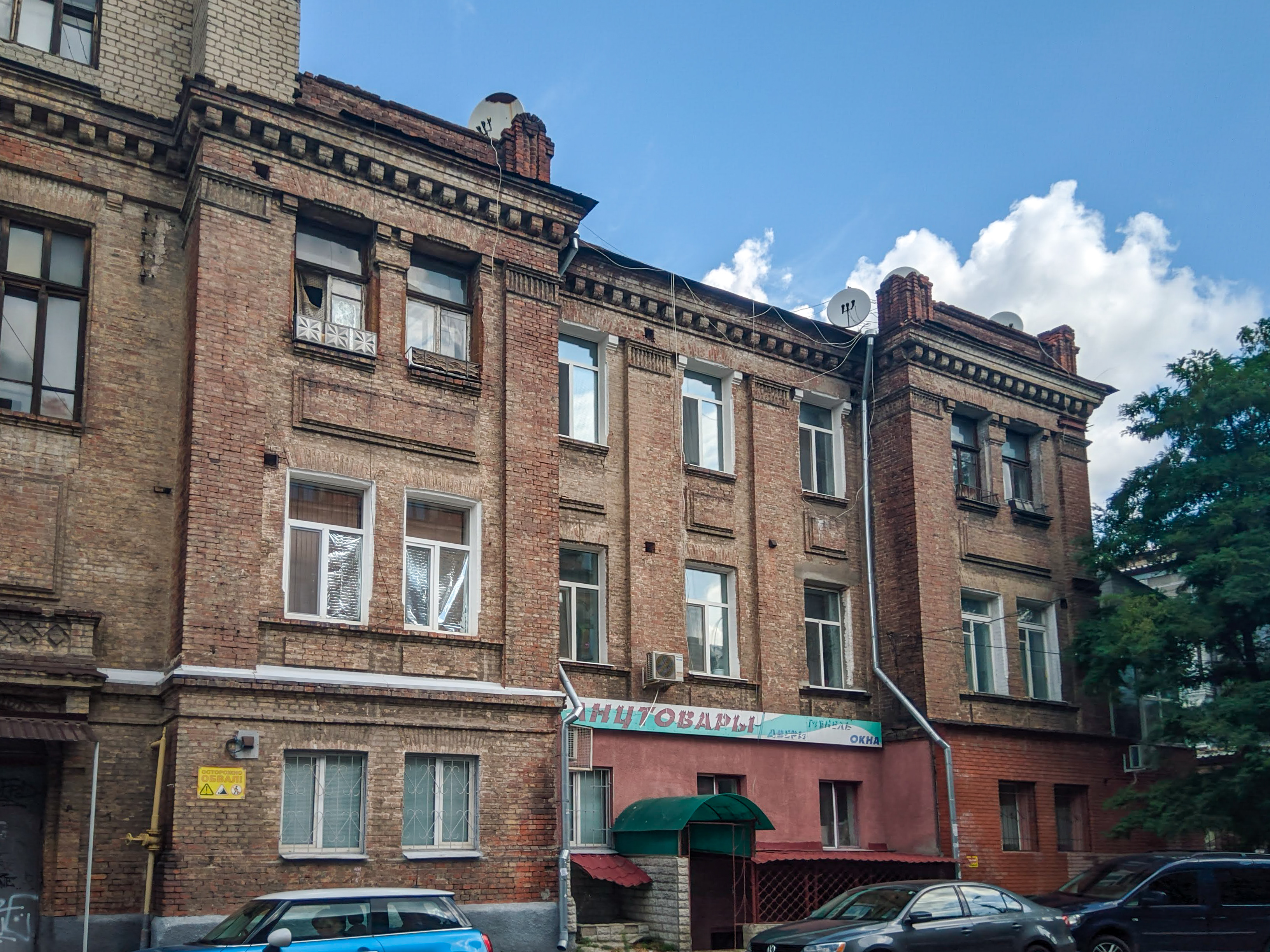
Будинок № 4
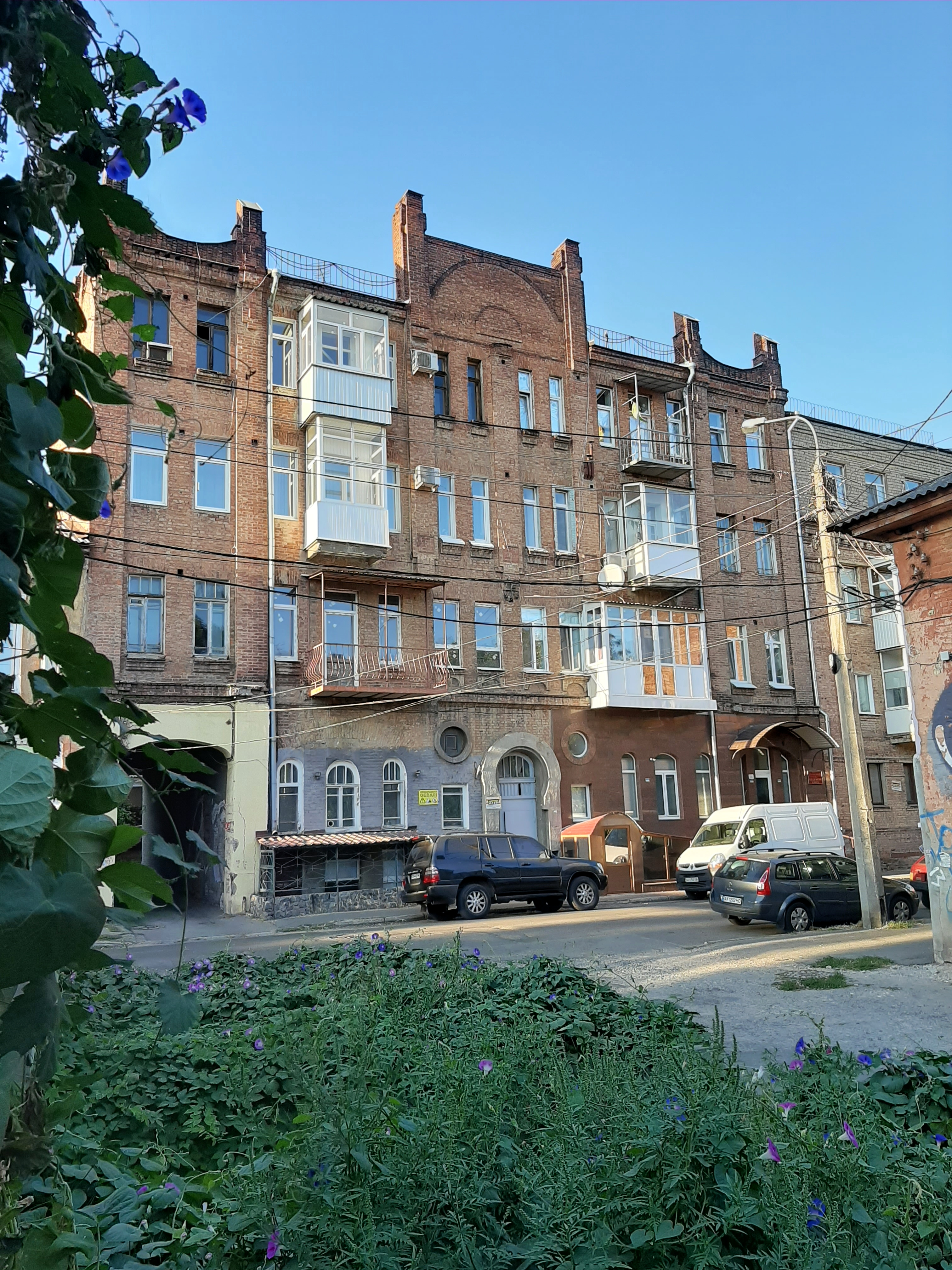
Будинок № 6
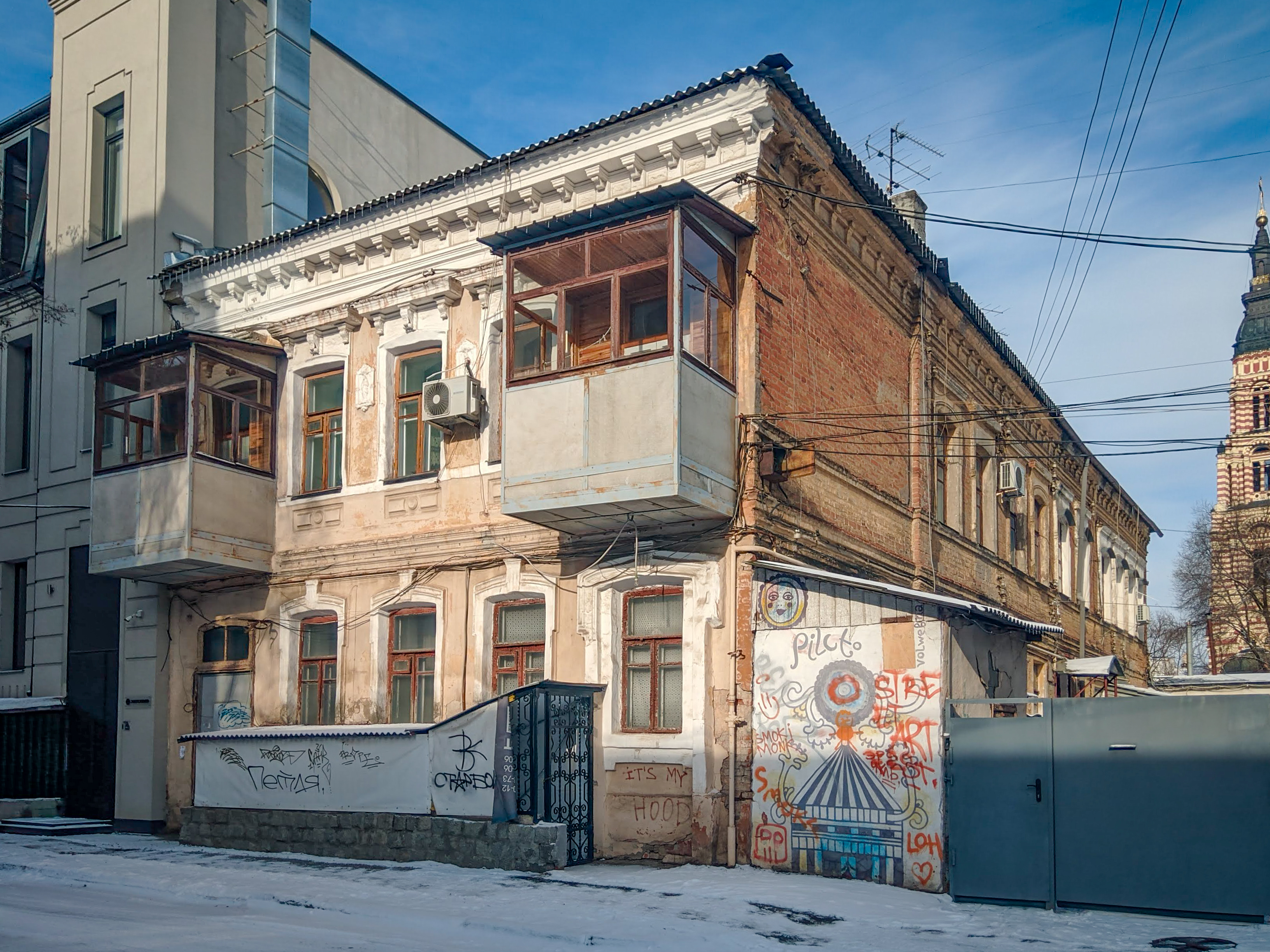
Будинок № 8
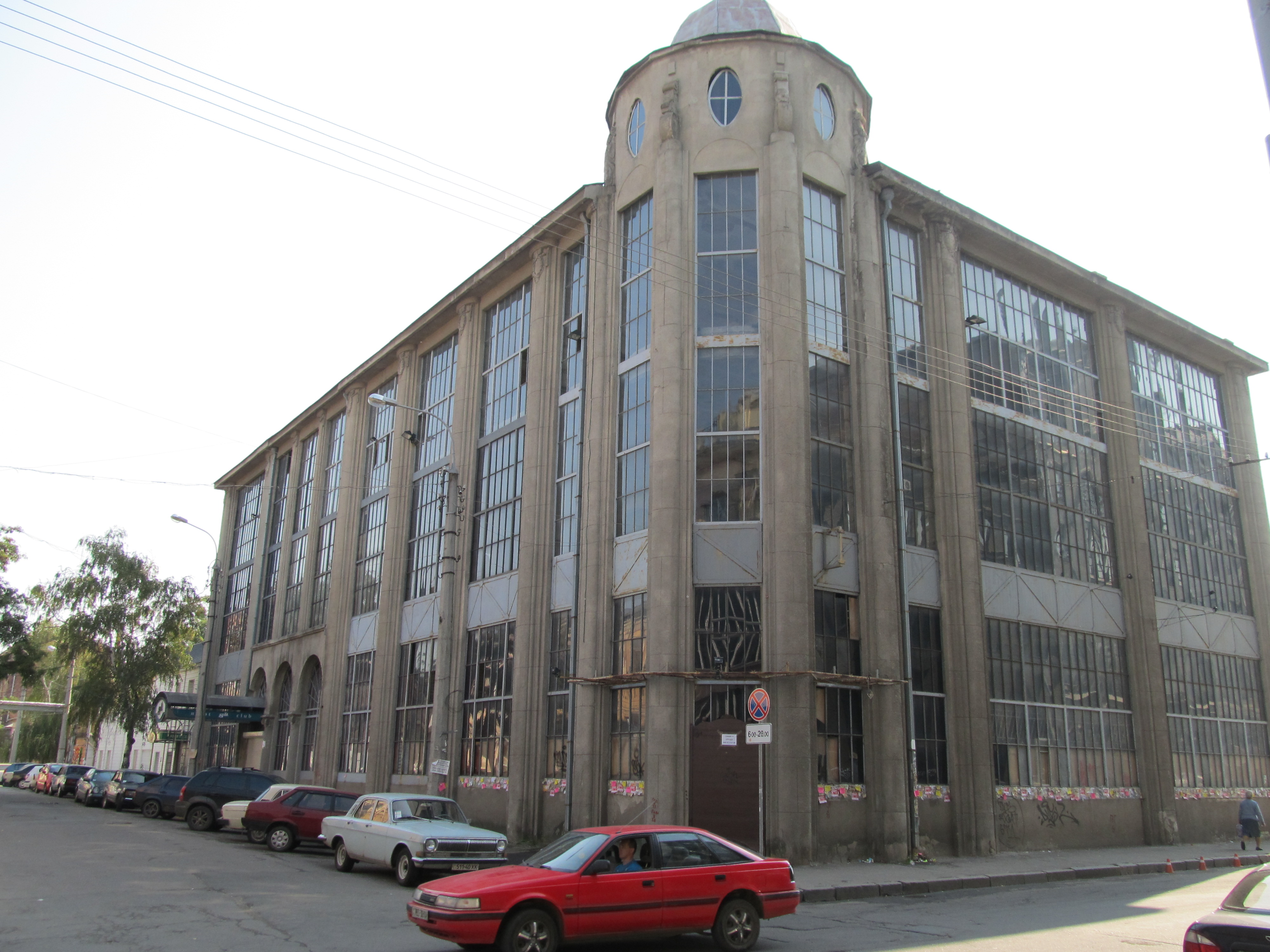
Будинок № 13